# Мигдаль «Героїчна оборона Севастополя»
Мигдаль «Героїчна оборона Севастополя». Обхват 1,19 м, висота 4 м, вік близько 200 років (1). Росте на Малаховому кургані в Севастополі, Крим, посеред центральної алеї на вершині (1). Єдине дерево, яке вціліло тут після кривавих боїв із фашистами. Дерево має величезне історичне значення. Є інформаційна табличка. Незважаючи на всі зусилля Київського еколого-культурного центру в 2012—2013 рр., дерево не отримало статус ботанічної пам'ятки природи через небажання Севастопольської міськадміністрації. Вимагає заповідання і установки охоронного знака.

## Ресурси Інтернету
- Фотогалерея самых старых и выдающихся деревьев Украины  [Архівовано 8 квітня 2014 у Wayback Machine.]